# Salò-republikken
Salò-republikken (italiensk: Repubblica di Salò), officielt Den italienske socialrepublik (italiensk: Repubblica Sociale Italiana eller RSI), var en tysk lydstat 1943–45 under sidste del af 2. verdenskrig. Den var ledet af il Duce Benito Mussolini. RSI havde kun indflydelse i de områder i Norditalien, som den tyske hær kontrollerede. Statsdannelsens hovedstad var den lille by Salò ved Gardasøen, hvor Mussolini etablerede sig. Den italienske socialrepublik var den anden og sidste fascistiske italienske stat.